# Рибек
 Тази статия е за селището в Германия.  За нидерландския колониален администратор вижте Ян ван Рибек.  
Рибек е бивше село в Хавеланд, Германия, на което е посветена известната поема на Теодор Фонтане Herr von Ribbeck auf Ribbeck im Havelland („Господин фон Рибек от Рибек в Хавеланд“). Днес то е част от град Науен.
През 2006 година Рибек има около 350 жители.